# Hermilio Alcalde del Río
Hermilio Alcalde del Río (Villamediana, Palência 1866 – Torrelavega, Cantábria 1947) foi um arqueólogo espanhol.

## Biografia
Alcalde del Río inicia a sua atividade arqueológica em 1902 quando acompanha a Augusto González de Linares a Altamira. Em 1903 começa pela sua conta a localização de grande número de cavidades de Cantábria com arte rupestre como a Caverna de Hornos de la Peña, Caverna de Covalanas, Caverna de La Haza, Caverna de Santián, Caverna de La Clotilde, Caverna de La Meaza e as gravuras rupestres de Caverna de El Pendo.
Também trabalhou no oriente asutriano, onde localiza os conjuntos de pinturas e gravuras de Caverna de El Pindal, Caverna de Mazaculos II, Caverna de El Quintanal, Caverna de La Loja ou a escavação do Castillo de Peña Manil. Junto a Hugo Obermaier e P. Wernert descobre a parte ocidental da Caverna de La Pasiega (galeria C) em 1911. O volume de informação achegado pela pesquisa de Alcalde del Río é importante, publicando sobre as pinturas e gravuras das cavernas pré-históricas de Cantabria, e colaborando em publicações como Les cavernes da région cantabrique (Espagne) em 1911 junto a Henri Breuil e L. Serra. Esta última obra segue sendo hoje um trabalho essencial sobre arte rupestre paleolítica na Região Cantábrica.
Alcalde del Río escavou sítios arqueológicos paleolíticos como a caverna del Valle (Rasines), Hornos de la Peña e El Castillo, trabalhos estes financiados por Alberto I de Mônaco e o Institut de Paléontologie Humaine de Paris.
Alcalde participa na fundação da Real Sociedad de Historia Natural com Lorenzo Sierra e Jesús Carballo.
Quando o estouro da Primeira Guerra Mundial, Alcalde del Río abandoou a atividade arqueológica. 